# Rajna Alice
Rajna Alice, 1911-ig Rindauer Alice névvariáns: Rajnai Alíz (Budapest, 1892. július 2. – Montréal, 1957. július 14.) magyar színésznő, Kornai Margit színésznő és Balogh Béla filmrendező sógornője.

## Élete
Rindauer Salamon (1844–1910) állami tisztviselő és Fessel Berta (1847–1913) gyermekeként született zsidó családban. Az V. Kerületi Községi Polgári Leányiskolában és a Nemzeti Zenedében tanult, majd tanulmányait a Színművészeti Akadémián folytatta, ahol 1911-ben szerzett oklevelet. 1913-tól a Medgyaszay Kabaré, 1915-ben a Modern Színpad Kabaré tagja lett. A következő évben főszerepet kapott Az elítélt című filmben Törzs Jenő partnereként. 1918 júniusában fellépett a Fasor Kabaréban, majd ugyanezen év őszétől a Belvárosi Színházhoz szerződött és egészen 1920-ig Bárdos Artúr színházaiban játszott, többnyire főszerepeket. 1921-től 1926-ig a Vígszínház, 1926-tól 1938-ig a Terézkörúti Színpad tagja volt. Az 1938-ban megalakuló Színészkamara nem vette fel tagjai közé. 1940-től származása miatt csak az OMIKE Művészakció keretében léphetett színpadra, illetve a Pesti Izraelita Hitközség ifjúsági csoportjainak rendezvényein. 1946-ban a Sörkabaréban, 1951-ben a Kis Varietében játszott. Pályája kezdetén fiatal leányokat formált meg, később komikus szerepeket alakított.
Férje Kornai József (1889–1929) festőművész volt, akihez 1912. december 12-én Budapesten ment nőül. Két gyermekük született: Kornai Tamás (1921–?) és Kornai György (1917–1943).
Nyughelye a montréali Baron de Hirsch izraelita sírkertben található.

## Szerepei

### Színházi szerepei
- Tristan Bernard: A szigorú piktor – Gomoisné
- Tóth Ede: A falu rossza – Gonoszné
- Georges Feydeau: Osztrigás Mici – Gabriella
- Kőváry Gyula: Csevegés
- Lőrincz Miklós: A torreádor – Izabella

### Filmszerepei
- Az elítélt (1916)
- A hipnotizált feleség (1932, rövid)
- Havi 200 fix (1936) – ideges hölgy a patikában
- Sportszerelem (1936–37) – Radovánné
- Hetenként egyszer láthatom (1937) – kutyás hölgyvendég a kávéházban
- Te csak pipálj, Ladányi! (1938) – nászutas feleség
- Állami Áruház (1952) – vevő az áruházban